# 개성공업지구지원재단
개성공업지구지원재단(開城工業地區支援財團, Gaeseong Industrial District Foundation)은 개성공업지구의 행정·지원을 위해 설립된 재단법인으로 이사장은 개성공업지구관리위원회 위원장을 겸임한다. 서울특별시 마포구 마포대로 136(공덕동, 지방재정회관 9층)로 최근 이전하였다. 

## 설립 근거
- 개성공업지구 지원에 관한 법률 제19조[3]

## 주요 업무
- 개성공업지구의 개발에 대한 지원 대책의 수립·시행
- 개성공업지구 관리기관에 대한 지원 및 운영 지도·감독
- 개성공업지구 현지기업에 대한 지원 대책의 수립·시행
- 개성공업지구 관리기관의 각종 증명 발급 및 민원 업무의 대행
- 그 밖에 통일부장관이 지정하는 사무

## 연혁
- 2007년 12월 31일 개성공업지구지원재단 출범
- 2024년 3월 20일 개성공업지구지원재단 해산

## 조직

### 이사장 (개성공업지구관리위원회 위원장 겸임)
- 감사

#### 상근이사 (개성공업지구관리위원회 부위원장으로 파견)

##### 사무국장
- 관리총괄부
- 기업지원부
- 연구개발부

## 소속기관
- 도라산사무소

## 같이 보기
- 개성공업지구관리위원회
- 개성공단기업협회
- 현대아산